# Kuničky
Kuničky (en allemand : Kunitschek) est une commune du district de Blansko, dans la région de Moravie-du-Sud, en République tchèque. Sa population s'élevait à 299 habitants en 2020.

## Géographie
Kuničky se trouve à 7 km au sud-sud-est de Boskovice, à 9 km au nord-nord-est de Blansko, à 28 km au nord-nord-est de Brno et à 177 km à l'est-sud-est de Prague.
La commune est limitée par Doubravice nad Svitavou au nord, par Němčice et Žďár à l'est, et par Rájec-Jestřebí au sud et à l'ouest.

## Histoire
La première mention écrite de la localité date de 1378.